# Baiyunhu, Shandong
Baiyunhu (kinesiska: 白云湖镇, 白云湖) är en köping i Kina. Den ligger i provinsen Shandong, i den östra delen av landet, omkring 39 kilometer nordost om provinshuvudstaden Jinan. Antalet invånare är 33 315. Befolkningen består av 16 678 kvinnor och 16 637 män. Barn under 15 år utgör 17,0 %, vuxna 15-64 år 72 %, och äldre över 65 år 10,0 %.
Genomsnittlig årsnederbörd är 841 millimeter. Den regnigaste månaden är juli, med i genomsnitt 315 mm nederbörd, och den torraste är januari, med 6 mm nederbörd.